# 太白站 (韓國)
太白站（：／ Taebaek yeok */?）是太白線沿線的一座鐵路車站，位於韓國江原特別自治道太白市黄池洞，有無窮花號停靠。

## 車站結構
站體為1面2線的島式月台。

### 月台配置
| ↑ 古汗   |
| ２１ \|  |
| 東栢山 ↓ |

| 月台 | 路線   | 車種     | 目的地                    |
| ---- | ------ | -------- | ------------------------- |
| 1    | 太白線 | 無窮花號 | 往 東栢山、東海方向       |
| 2    | 太白線 | 無窮花號 | 往 堤川、原州、清涼里方向 |

## 历史
- 1962年12月10日：落成使用，车站名称为黄池站[1]。
- 1984年12月1日：改为现在名称。

## 相鄰車站
韓國鐵道公社
太白線
杻田－太白－文曲